# Josua Zweifel
Josua Zweifel (Glaris, 10 septembre 1854 - en mer, 16 septembre 1895) est un explorateur français d'origine suisse.

## Biographie
Négociant à Freetown en Sierra Leone, il devient agent de la maison Vermink de Marseille à Rotambo. En 1879, il est chargé, avec Marius Moustier, autre agent de la compagnie, de découvrir les sources du Djoliba au Niger. 
Les deux hommes remontent alors la Petite Scarcie jusqu'à Falaba et atteignent Tantafara près des sources sacrées mais ne peuvent s'en approcher, empêchés en cela par les prêtres (juillet-novembre 1879). 
Zweifel reçoit à son retour la médaille d'or de la Société de géographie de Paris. 
Il meurt dans un accident maritime alors en route pour un nouveau voyage au Niger.

## Œuvre
- Voyage aux sources du Niger, avec Moustier, 1880